# Бахаревич Ольгерд Іванович
Ольге́рд Іва́нович Бахаре́вич (біл. Альгерд Іванавіч Бахарэвіч; *31 січня 1975, Мінськ) — білоруський письменник і перекладач.

## Біографія
Народився 1975 року в Мінську. В 1997 році закінчив Білоруський державний педагогічний університет імені Максима Танка, де студіював білоруську філологію й педагогіку. Після закінчення навчання в університеті працював учителем, а потім журналістом.
Учасник мистецького руху «Бум-Бам-Літ».
Учасник Берлінського літературного колоквіуму, театрального фестивалю у Любліні (Польща), літературного фестивалю «Vilenica-2006» у Словенії, Lesefest Osteuropa (Лейпциг, Німеччина), «Місяця авторського читання в Брно» (Чехія, 2006), Міжнародного літературного фестивалю у Львові (2009). Стипендіат IHAG (Грац, Австрія, 2006) і німецького ПЕН-центру. Член білоруського ПЕН-центру.
Окремі твори перекладалися на німецьку, чеську, українську, польську, словенську, англійську, болгарську і російську мови.
Мешкав в Мінську. У 2020 році проголосував за Світлану Тихановську та взяв участь у післявиборчих протестах, а наприкінці року залишив Білорусь.
У травні 2022 року білоруський суд вніс до списку екстремістських матеріалів роман Бахаревича «Собаки Європи», а в березні 2023 року — його ж «Останню книгу пана А.».

## Український переклад
- «Білоруси на кришталевих кулях» («Сучасність», № 8, 2006. Переклала Лариса Андрієвська)
- «Дар заїкання» («Київська Русь». Переклала Богдана Матіяш)
- «Найновіша історія Полісся» («Критика», № 7-8, 2007. Переклала Богдана Матіяш)
- «Абсолютний слух» [Архівовано 7 лютого 2009 у Wayback Machine.] («Потяг 76», Дванадцятий рейс. Переклала Богдана Матіяш)
- «Дар заїкання» («Альманах Четвертого міжнародного літературного фестивалю»[недоступне посилання з травня 2019], стор. 22. Переклала Богдана Матіяш)
- «Герберт Веллс, заслужений вчитель БРСР» [Архівовано 15 червня 2021 у Wayback Machine.] (Матеріали, подані на літературну премію METAPHORA. Переклав В'ячеслав Левицький)
- «Німці. Кебаби. Чорний» [Архівовано 14 серпня 2019 у Wayback Machine.] («Критика», № 5-6, 2017. Переклав В'ячеслав Левицький)
- Останнє слово дитинства. Фашизм як спогад [Архівовано 19 січня 2021 у Wayback Machine.] // Pen Ukraine, 29.12.2020 (Переклала Ія Ківа)
- «Жлобин, meine Liebe». Переклав Василь Білоцерківський

## Премії
- літературна премія «Глиняний Велес» (2002)
- найкращий білоруський автор 2006 року — за версією сайту «Новая Эўропа» (2006)